# Walentin Walentinowitsch Sykow
Walentin Walentinowitsch Sykow (russisch Валентин Валентинович Зыков, englische Transkription: Valentin Valentinovich Zykov; * 15. Mai 1995 in Sankt Petersburg) ist ein russischer Eishockeyspieler, der seit Oktober 2021 beim SKA Sankt Petersburg aus der Kontinentalen Hockey-Liga (KHL) unter Vertrag steht und dort auf der Position des linken Flügelstürmers spielt. Zuvor absolvierte Sykow unter anderem 55 Spiele für die Carolina Hurricanes, Edmonton Oilers und Vegas Golden Knights in der National Hockey League (NHL).

## Karriere
Walentin Sykow begann seine Karriere als Eishockeyspieler in seiner Heimat in der Nachwuchsabteilung von HK ZSKA Moskau. Zur Saison 2012/13 ging der Flügelstürmer nach Nordamerika zu den Drakkar de Baie-Comeau aus der Ligue de hockey junior majeur du Québec (LHJMQ). Dort überzeugte er in seiner Rookiesaison mit 75 Scorerpunkten, die ihm zunächst die Trophée Michel Bergeron und Coupe RDS einbrachten. Innerhalb der gesamten Canadian Hockey League setzte er sich zudem bei der Wahl zum CHL Rookie of the Year gegen Connor McDavid und Seth Jones durch, die in der Ontario Hockey League (OHL) und Western Hockey League (WHL) vergleichbare Auszeichnungen erhalten hatten. Im Verlauf der Spielzeit 2014/15 wechselte er innerhalb der Liga zu den Olympiques de Gatineau.
Bereits im Mai 2014 wurde der Russe von den Los Angeles Kings aus der National Hockey League (NHL) per Dreijahres-Einstiegsvertrag verpflichtet, nachdem ihn diese im NHL Entry Draft 2013 in der zweiten Runde an 37. Position ausgewählt hatten. Mit Beginn des Spieljahres 2015/16 stand der Flügelstürmer im Kader der Ontario Reign aus der American Hockey League (AHL), dem Farmteam der Kings. Im Februar 2016 wechselte Sykow das Team, als er und ein erfolgsabhängiges Fünftrunden-Wahlrecht im NHL Entry Draft 2016 im Austausch für Kris Versteeg an die Carolina Hurricanes abgegeben wurden. Am 9. März 2017 debütierte er in der NHL und schoss dabei auch sein erstes Tor.
In der Saison 2017/18, die er ebenfalls hauptsächlich in der AHL verbrachte, führte er im Trikot der Charlotte Checkers die gesamte AHL in Toren (33) an und wurde daher mit dem Willie Marshall Award ausgezeichnet. Nachdem Sykow auch zu Beginn der Saison 2018/19 sich nicht dauerhaft in der NHL etablieren konnte, wurde er beim Versuch ihn über den Waiver in die AHL zu schicken Ende November 2018 von den Edmonton Oilers ausgewählt, die damit den bestehenden Vertrag übernahmen. Nach fünf Einsätzen für die Oilers wechselte er im Dezember 2018 auf die gleiche Weise zu den Vegas Golden Knights. Dort kam der Russe bis zum Saisonende aber auch nur sporadisch zu Einsätzen. Erst mit Beginn der Spielzeit 2019/20 gelang es ihm, im Kader der Golden Knights dauerhaft zu Einsatzminuten zu kommen. Mitte Oktober 2019 wurde Sykow jedoch positiv auf eine verbotene Substanz getestet und von der Liga für 20 Spiele gesperrt.
Nach der Spielzeit 2019/20 wurde sein im Oktober 2020 auslaufender Vertrag nicht verlängert. Anschließend lief er von Februar bis April 2021 für MODO Hockey in der zweitklassigen schwedischen Allsvenskan auf. Danach kehrte der Russe in sein Heimatland zurück, wo er sich im Oktober desselben Jahres dem SKA Sankt Petersburg aus der Kontinentalen Hockey-Liga (KHL) anschloss.

### International
Für Russland nahm Sykow im Juniorenbereich an der World U-17 Hockey Challenge 2012 sowie U20-Junioren-Weltmeisterschaft 2014 teil. Dabei gewann er bei der World U-17 Hockey Challenge die Goldmedaille und bei der U20-Junioren-Weltmeisterschaft Bronze.

## Erfolge und Auszeichnungen
| - 2013 Teilnahme am CHL Top Prospects Game - 2013 Trophée Michel Bergeron - 2013 Coupe RDS - 2013 LHJMQ All-Rookie Team | - 2013 CHL Rookie of the Year - 2018 Teilnahme am AHL All-Star Classic - 2018 Willie Marshall Award |

### International
- 2012 Goldmedaille bei der World U-17 Hockey Challenge
- 2014 Bronzemedaille bei der U20-Junioren-Weltmeisterschaft

## Karrierestatistik
Stand: Ende der Saison 2023/24

### International
Vertrat Russland bei:
- World Junior A Challenge 2011
- World U-17 Hockey Challenge 2012
- U20-Junioren-Weltmeisterschaft 2014

(Legende zur Spielerstatistik: Sp oder GP = absolvierte Spiele; T oder G = erzielte Tore; V oder A = erzielte Assists; Pkt oder Pts = erzielte Scorerpunkte; SM oder PIM = erhaltene Strafminuten; +/− = Plus/Minus-Bilanz; PP = erzielte Überzahltore; SH = erzielte Unterzahltore; GW = erzielte Siegtore; 1 Play-downs/Relegation; Kursiv: Statistik nicht vollständig)